# Рывкин, Соломон Меерович
Соломон Меерович Рывкин (23 ноября 1918, местечко Хотимск, Могилёвская губерния — ноябрь 1981, Ленинград) — советский физик, лауреат Ленинской премии (1964). Доктор физико-математических наук (1956), профессор.

## Биография
В 1941 году окончил Ленинградский политехнический институт.
В 1941—1945 годах служил в РККА. На фронтах Великой Отечественной войны с июля 1942 г. (техник связи, ст. лейтенант, капитан). Награждён медалью «За боевые заслуги» (27 ноября 1944) и орденом Красной Звезды (17 июля 1945).
С 1945 года работал в Физико-техническом институте АН СССР научным сотрудником, заведующим лабораторией. Одновременно преподавал в ЛГУ. Доктор физико-математических наук (1956), профессор.
Основное научное направление — физика полупроводников. Впервые ввёл представление о фотопроводимости. Один из открывателей эффекта токово-конвективной неустойчивости плазмы полупроводников в магнитном поле. Вместе с Владимиром Тучкевичем создал первые советские фотодиоды.
Руководитель научной школы по физике полупроводников.
С 1967 г. главный редактор журнала «Физика и техника полупроводников».

## Награды
Лауреат Ленинской премии (1964) за работы, связанные с созданием полупроводниковых квантовых генераторов. Награждён орденом «Знак Почёта» и медалями.